# Courvaudon
Courvaudon (kuʁ.vo.dɔ̃ⓘ) es una población y comuna francesa, situada en la región de Baja Normandía, departamento de Calvados, en el distrito de Caen y cantón de Villers-Bocage (Calvados).

## Demografía
| 209 | 221 | 179 | 186 | 219 | 199 |
| Para los censos de 1962 a 1999 la población legal corresponde a la población sin duplicidades (Fuente: INSEE [Consultar]) |     |     |     |     |     |